# Tariq Niazi
Tariq Niazi (geboren am 15. März 1940 in Mianwali; gestorben am 20. April 2008 in Rawalpindi) war ein pakistanischer Hockeyspieler. Er gewann sowohl bei Olympischen Spielen als auch bei Asienspielen einmal Gold und einmal Silber.

## Sportliche Karriere
Tariq Niazi nahm 1962 an den Asienspielen in Jakarta teil und gewann dort den Titel. Bei den Olympischen Spielen 1964 in Tokio gewann die pakistanische Nationalmannschaft ihre Vorrundengruppe und bezwang im Halbfinale die spanische Mannschaft mit 3:0. Im Finale unterlagen die Pakistaner der indischen Mannschaft mit 0:1. Tariq Niazi wurde in Tokio in zwei Vorrundenspielen eingesetzt.
Zwei Jahre später trafen Indien und Pakistan auch im Finale der Asienspiele 1966 in Bangkok aufeinander und abermals siegten die Inder. 1968 bei den Olympischen Spielen in Mexiko-Stadt war der Außenstürmer erneut in zwei Vorrundenspielen dabei. Die pakistanische Mannschaft setzte sich in der Vorrunde mit sieben Siegen in sieben Spielen durch. Nach einem Halbfinalsieg über die deutsche Mannschaft gewannen die Pakistaner auch das Finale gegen die Australier.
Niazi spielte für die Hockeymannschaft der Pakistan International Airlines. Nach seiner aktiven Karriere war er kurz als Trainer und Manager im Hockeysport tätig.